# Tazovskij
Tazovskij (rusky Тазовский) je osada v Jamalo-něneckém autonomním okruhu v Rusku. Je správním střediskem tazovského okresu. Žije zde 8 441 obyvatel (2021).

## Geografie
Osada se nachází v severní části Západosibiřské roviny asi 540 km vzdušnou čarou východně od Salechardu a 180 km severovýchodně od města Novyj Urengoj. Tazovskij leží na levém břehu hlavního ramene řeky Taz, 8 km od jejího ústí do Tazovské zátoky Karského moře.
Od roku 2014 je Tazovskij součástí ruského hraničního pásma, které je v Jamalo-něneckém autonomním okruhu zřízeno v pásu země širokém 10 km od mořského pobřeží.

## Historie
V roce 1883 sibiřští obchodníci Funka a Murzein spolu se stavitelem lodí Jakovem založili ruskou obchodní stanici Chelmer-Sedě, což přeloženo z jazyka Něnců znamená Hora mrtvých. Jméno vzniklo od toho, že na místě původní ruské faktorie byl starý něnecký hřbitov. Rusové nejprve vyměňovali od domorodců nalovené ryby za cukr, čaj, zápalky a další spotřební zboží. Od roku 1884 Rusové sami začali v oblasti lovit ryby. S příchodem obchodníků Plotnikových v roce 1907 byly na vysokém levém břehu řeky Taz budovány sklady, obytné budovy, obchody, pekárna a obchodní kancelář. V průběhu následujících let kolem obchodní stanice vyrostla osada.
V roce 1949 byla osada přejmenována na Tazovskoje, což bylo odvozeno od řeky v osadě. Od 60. let byla osada rozšiřována a stala se základnou pro rozvoj severovýchodní části regionu pro ropný a plynárenský průmysl.
V roce 1962 bylo nedaleko osady objeveno největší ložisko ropy a zemního plynu na Jamalu, které bylo pojmenováno Tazovské pole.
V roce 1964 byla osada přejmenována na současný název Tazovskij a stala se sídlem městského typu. V roce 2012 byl status změněn na vesnickou osadu.
V roce 2022 bylo postaveno v Tazovském několik vysokopodlažních obytných domů, kam byly přestěhováváni obyvatelé Gaz-Sale.

## Ekonomie
Tazovskij je jedním z center průmyslového rozvoje Arktidy. V osadě jsou podniky ropného a plynárenského odvětví - Gazprom, Lukoil, Geologická expedice Taz. Jsou zde také zemědělské a potravinářské podniky jako TazovskAgro, TazAgroRybProm. V okolí osady domorodí Něnci pasou soby a věnují se rybolovu.
Hlavním zdrojem příjmů osady jsou daně od energetických společností.

## Doprava

### Letecká doprava
Severozápadně od osady je letiště pro regionální dopravu (ICAO kód USDT), které obsluhuje ruská společnost Yamal Aviation Transport Company JSC. Lety jsou prováděny zejména na vrtulnících Mil Mi-8.

### Silniční doprava
Tazovskij je napojen na ruskou silniční síť asfaltovou silnicí, která ho spojuje s osadou Gaz-Sale. S okolními osadami Antipajuta, Gyda a Nachodka je Tazovskij spojen cestou z betonových panelů.
V osadě existuje autobusová hromadná doprava. Pravidelná autobusová linka spojuje obec s osadou Gaz-Sale.

## Kultura a památky
Od roku 1993 (od roku 2005 v nové budově) je v Tazovském Okresní vlastivědné muzeum, které se věnuje především kultuře Něnců a vystavuje předměty jejich každodenní potřeby a jejich ručně vyráběné výrobky. Dalším tématem je počátek ruského rozvoje této části Sibiře v 17. století - zejména město Mangazeja, které se nacházelo 200 km proti proudu řeky.
V září 2019 byl na kopci nad obcí odhalen památník něneckého hrdiny Vauli Piettomina, který vedl povstání proti Rusku v první polovině 19. století.
V Tazovském vysílá regionální televize Studio Fakt a vychází regionální noviny Sovetskoje Zapolarje.